# Platon Jovanović
Platon (Jovanović) (en serbe cyrillique : Платон Јовановић) également connu sous le nom de Platon de Banja Luka (en serbe cyrillique : Платон Бањалучки ; en serbe latin : Platon Banjalučki), né le 29 septembre 1874 à Belgrade et mort le 5 mai 1941 à Banja Luka, était le troisième évêque de l'éparchie de Banja Luka, en Bosnie-Herzégovine. Il est considéré comme un hiéromartyr et un saint par l'Église orthodoxe serbe.

## Biographie
Platon est né à Belgrade, le 29 septembre 1874. Son père, Ilija Jovanović, et sa mère Jelka, née Sokolović, étaient originaires d'Herzégovine. Platon effectua ses études élémentaires à Vranje et à Niš puis il poursuivit sa formation au Séminaire de Belgrade, où il prononça ses vœux monastiques. Après avoir achevé son séminaire, il fut ordonné diacre puis prêtre. En 1896, il fut envoyé à la Mission serbe de Moscou et approfondit son éducation religieuse à l'Académie théologique de la ville, où il acheva ses études en 1901.
Rentré en Serbie, il prit la tête du monastère de Rakovica puis devint professeur, notamment à Aleksinac et Jagodina, devenant tour à tour syncellos, protosyncellos et archimandrite.
En 1912, pendant les guerres balkaniques, l'archimandrite Platon devint prêtre dans l'armée et il en fut de même au cours de la Première Guerre mondiale. Pendant une courte période, il administra le diocèse d'Ohrid mais il passa la plupart de son temps dans la Serbie occupée à prendre soin des veuves et des orphelins de guerre. De 1934 à 1936, Platon eut en charge le monastère de Krušedol puis, le 4 octobre 1936, il fut ordonné évêque à Sremski Karlovci par le patriarche Varnava, assisté de hauts dignitaires de l'Église orthodoxe serbe. Le 22 juin 1938, il fut élu évêque d'Ohrid et de Bitolj puis fut transféré à Banja Luka le 8 décembre 1939. Platon était à la tête de l'éparchie de Banja Luka quand le royaume de Yougoslavie fut touché par la Seconde Guerre mondiale en 1941.
Pendant la guerre, l'éparchie de Banja Luka fut intégrée à l'État indépendant de Croatie, contrôlé par les oustachis alliés des nazis. Né en Serbie, Platon fut prié de quitter Banja Luka. Il répondit dans une lettre qu'il resterait, quoi qu'il en coûte, aux côtés de ses fidèles. Le 5 mai 1941, Platon fut arrêté, exécuté et son corps jeté dans la rivière Vrbas. Le corps de l'évêque fut retrouvé le 23 mai à la hauteur du village de Kumsale, aujourd'hui un faubourg de Banja Luka. Il fut d'abord enterré dans un cimetière militaire puis, en 1973, ses restes furent transférés dans la cathédrale orthodoxe de la ville.
En 1998, lors d'une session régulière de la Sainte assemblée des évêques de l'Église serbe de Bosnie, Platon, appelé Platon de Banja Luka, fut canonisé et inscrit sur la liste des saints de l'Église. Il est fêté le 22 avril selon le calendrier julien et le 5 mai selon le calendrier grégorien.